# Callicebus coimbrai
Il callicebo di Coimbra Filho (Callicebus coimbrai Kobayashi e Langguth, 1999) è un primate platirrino della famiglia dei Pitecidi, di recente scoperta.
Questa specie è endemica di una stretta fascia costiera di foresta decidua nello stato brasiliano di Sergipe.
Come tutti i Callicebus, si tratta di animali di lunghezza di poco inferiore al metro, di cui più della metà spetta alla coda semiprensile: hanno abitudini diurne e fondamentalmente arboricole, mentre di notte cercano rifugio nel folto della vegetazione od in una cavità di un tronco d'albero. Vivono in gruppi familiari, guidati da una coppia riproduttrice e comprendenti, oltre a quest'ultima, i figli di vari parti, i quali si allontanano dal gruppo natio attorno ai tre anni d'età, col raggiungimento cioè della maturità sessuale.

Ciascun gruppo delimita un proprio territorio tramite un'elaborata gamma di vocalizzazioni: eventuali intrusi vengono accolti con vocalizzazioni territoriali via via più minacciose, alle quali si sommano poi particolari posture del corpo ed espressioni facciali, per poi culminare in combattimenti mimati e, solo in casi estremi, in vere e proprie lotte, anche se rarissimamente con esiti seri.
La femmina partorisce un unico cucciolo all'anno: quest'ultimo viene accudito principalmente dal padre, a volte coadiuvato dai figli maggiori, e lasciato alla madre solo per la poppata. Il padre si prende cura del piccolo fino a quando questi non è in grado di muoversi e mangiare autonomamente.

## Status e conservazione
La perdita e la frammentazione degli habitat rappresentano le principali minacce. L'eccessivo consumo di foreste naturali è dovuto allo sviluppo dell'agricoltura (principalmente pascolo del bestiame) e delle colture da reddito (canna da zucchero). Il numero di individui maturi dovrebbe essere superiore a 250 e inferiore a 2.500 individui e si sospetta un calo demografico.